# Franc Belge
Franc Belge is een Belgisch bier gebrouwen in Brouwerij De Ranke te Dottenijs in Henegouwen. 
Het is een amberkleurig bier (20 EBC) van het type Spéciale belge met een alcoholpercentage van 5,2%. De bitterheidsgraad is 40 IBU.
Het bier werd op 31 januari 2019 gelanceerd. Het etiket op de fles toont de kop- en muntzijde van een oud muntstuk van 1 Belgische frank van het type gebruikt in de jaren 1950 en '60.